# Psammosyllis aliceae
Psammosyllis aliceae är en ringmaskart som beskrevs av Westheide 1990. Psammosyllis aliceae ingår i släktet Psammosyllis och familjen Syllidae. Inga underarter finns listade i Catalogue of Life.